# Joan Monserrat Parets
Joan Monserrat i Parets (Llucmajor, 3 de gener de 1889 - Manacor, 4 de gener de 1937) fou un pedagog, educador i polític mallorquí de principis del segle xx, militant del PSOE.

## Activitat educativa
Monserrat era de professió sabater i feia de barber els caps de setmana a la barberia del seu germà Antoni. Assolí de manera autodidàctica una important formació cultural, la qual cosa l'impulsà a fundar l'Escola Obrera a Llucmajor, depenent de l'Agrupació Socialista del mateix poble, en un moment en què l'educació estava en mans de l'Església i a la qual no hi podien accedir els fills dels obrers per manca de recursos econòmics. En fou mestre entre 1911 i 1915. L'escola es pogué posar en marxa gràcies a la col·laboració de diferents entitats i cooperatives obreres del poble: La Recompensa del Trabajo, La Unión Campesina y Agrícola, La Juventud Socialista o La Cooperativa La Nueva Vida. Aquestes entitats es comprometeren a subvencionar l'escola, a partir d'una comissió conjunta que determinaria la quantitat de la subvenció. A les seves aules s'impartia l'ensenyament laic. Monserrat mantengué una dura polèmica, a El Obrero Balear i a El Correo de Mallorca (1911-12), sobre els continguts d'aquest centre i la seva vinculació amb l'Escola Moderna, que seguia la línia pedagògica de Francesc Ferrer i Guàrdia (1859-1909), amb Francesc Mulet, dirigent conservador de Llucmajor, el qual rebé el suport de mossèn Antoni Maria Alcover des del seu periòdic La Aurora.

## Activitat política
El 1907, a Llucmajor, Monserrat impulsà la creació de la societat de consum La Nueva Vida i el 1909 fundà la Joventut Socialista de Llucmajor. Fou president de l'Agrupació Socialista de Llucmajor, integrada en el Partido Socialista Obrero Español (PSOE). Fou el primer regidor socialista de l'Ajuntament de Llucmajor (1915-1921) i col·laborador habitual a El Obrero Balear.
En esclatar la polèmica pel fet que el 1918 l'empressari Joan March financés la Casa del Poble de Palma, Monserrat defensà que s'acceptés aquesta col·laboració econòmica. A les eleccions legislatives de 1919 fou candidat a diputat per la coalició republicano-socialista. El 1920 fundà la cooperativa de producció i consum elèctric Helios a Llucmajor, de la qual fou director. També entrà en polèmica amb Llorenç Bisbal (1922-23), director de El Obrero Balear i president de la Federació Socialista Balear, ja que Montserrat defensava l'aliança amb el Partit Liberal per aturar als conservadors, liderats per Antoni Maura. Durant la Dictadura de Miguel Primo de Rivera (1923-1930) deixà Llucmajor i es traslladà a Palma per a treballar a l'empresa Petrolis Portopí de Joan March, que posteriorment s'anomenaria CAMPSA, i aviat ascendí a cap administratiu comptable.
Quan es proclamà la Segona República, li fou oferit un càrrec de diputat a Corts que havia quedat vacant. Socialistes i republicans d'Acció republicana li demanaren que l'acceptàs, però ell no volgué fer-ho. Aquesta vacant fou ocupada per l'exgovernador menorquí Francesc Carreras Reura. El 1933 fou president de l'Agrupació Socialista de Palma i vocal de la comissió executiva de la Federació Socialista Balear, dins la qual defensà el sector d'Indalecio Prieto. El 1933 fou candidat al Tribunal de Garanties Constitucionals.

## Represaliat polític
El 1936 l'aixecament militar triomfà a Mallorca i hi hagué una brutal repressió contra tots els sectors progressius de la societat, en el decurs de la qual Monserrat fou empresonat juntament amb el seu germà, Miquel Monserrat Parets, al castell de Bellver. El 4 de gener ambdós germans, juntament amb altres presos, foren traslladats per ser afusellats i enterrats al cementiri de son Coletes a Manacor. Fins a l'11 de maig de 2023 no es pogué confirmar que els cossos exhumats uns mesos abans en aquest cementiri eren els dels germans Monserrat.
Monserrat tingué dos fills i dues filles. La ciutat de Palma li dedicà un carrer situat a la barriada d'es Coll d'en Rabassa. El seu net Joan Monserrat Mascaró fou el primer batle socialista de Llucmajor (1987-1991). El 30 de març de 2019 fou nomenat fill il·lustre de Llucmajor.